# Drosanthemum hispidum
Espèce
Drosanthemum hispidum est une espèce de plantes de la famille des Aizoacées.